# Het verhaal van de sjouwer en de drie vrouwen
Het verhaal van de sjouwer en de drie vrouwen is het vijfde verhaal uit de verhalencyclus Duizend-en-een-nacht.

## Verhaal
Op een dag vraagt een onbekende schoonheid een steensjouwer om haar boodschappen te dragen. "Er kwam een vrouw naar hem toe, die gekleed was in een mantel uit Mosoel, een zijden sluier, een fijngeweven omslagdoek met goudstiksel en muiltjes met lange veters. Ze ging voor hem staan en deed haar sluier opzij. Er verschenen twee donkere ogen met lange wimpers en een zachtaardige blik, van volmaakte schoonheid, zoals ooit door dichters beschreven." Hij wordt door haar en haar vriendin die de deur voor hen opent, in hun huis uitgenodigd. Daar ontmoet hij ook de tweede zus. Over de poortwachtster: "Een jonge vrouw van vijf handpalmen hoog en met een volle boezem. Ze was prachtig van bouw en van volmaakte, stralende schoonheid, met een voorhoofd als de halve maan, ogen van een gazelle of een kalf, wenkbrauwen als de maan in sja-baan, wangen als rode anemonen, een mond als het zegel van Soelaimaan, rode lippen als kornalijn, tanden als parels in koraal, een nek als een lekkernij die een sultan wordt aangeboden, een boezem als een fontein, borsten als granaatappels, een buik met een navel die groot genoeg was voor een half ons benzoëzalf. Ze was als een konijn met gespitste oren." Over de tweede zus: "Er kwam een jonge vrouw uit met een prachtig figuur, welgemanierde gebaren, een gezicht dat straalde als de maan, Babylonische ogen, wenkbrauwen als gespannen bogen, een elegante bouw, een geur van amber, lippen van suiker en schitterende lokken waarbij de zon zich vol schaamte afwendde. Ze was als een ster hoog aan de hemel, als een gouden koepel, als een ontsluierde bruid, als een Nijlvis in een fontein, als een vetoog in yoghurtsoep."
De drie vrouwen (twee zussen en een vriendin) wonen alleen in hun prachtige, grote huis midden in de stad. De zussen en de steensjouwer vermaken zich opperbest met elkaar, ze drinken, eten en stoeien met elkaar. Het wordt de steensjouwer toegestaan de nacht in het huis door te brengen op die voorwaarde dat hij niet nieuwsgierig is, ook al ziet hij de gekste dingen. Dan staan er drie derwisjen voor de deur, elk zonder hun rechteroog. Daarna druppelen ook nog binnen kalief Haroen ar-Rashid, zijn vizier Dja'far en hun slaaf Masroer. Allen moeten ze beloven niet nieuwsgierig te zijn.
Dan worden er twee zwarte teven naar binnen geleid. De derde zus geselt hen om de beurt tomeloos. Daarna huilt zij om hen, en de honden huilen met haar mee. De boodschapster brengt de deurwachtster een luit. Zij speelt driemaal een minnelied, scheurt haar jurk open en valt driemaal in zwijm. Hoewel iedereen nieuwsgierig is naar de reden, zwijgen allen, zoals ze beloofd hebben, maar de kalief weet de sjouwer te overreden hun belofte te breken. Dan verschijnen er plotseling zeven zwarte slaven met zwaarden. Ze boeien de gasten en willen hun het hoofd afslaan.
De derwisjen willen hun vrijheid en die van hun medegasten afkopen door hun verhalen te vertellen: Het verhaal van de eerste derwisj, Het verhaal van de tweede derwisj en Het verhaal van de derde derwisj.
Door deze drie verhalen krijgen de gasten gratie. Dan identificeren de kalief en zijn vizier zichzelf en vragen iedereen de volgende dag naar zijn paleis te komen. Daar aangekomen vertellen twee zussen hun verhaal: Het verhaal van de eerste dame en Het verhaal van de tweede dame.
De sultan is verbaasd en vraagt aan de oudste zus om de ifrieta op te roepen om de vloek over haar twee zussen op te heffen. Het is die dag precies tien jaar geleden. En zo gebeurt. De ifrieta maakt ook nog bekend wie de man is geweest van de tweede vrouw-met-dezweepslag-op-haar-rug: de zoon van de sultan zelf, al-Mien. (Lees hiervoor de bovengenoemde verhalen). De drie oudste zussen laat de sultan huwen met de drie derwisjen/prinsen, hij herstelde het huwelijk tussen zijn zoon en de tweede vrouw en hij huwt zelf de boodschapster. Een volmaakt einde.

## Opmerkelijk gesprek tussen de drie vrouwen en de sjouwer
Als de gasten zich vol hebben gegoten met eten en vooral veel drank, ontspint zich het volgende gesprek:
"De deurwachtster stond op, liep naar de vijver, trok haar kleren uit, zodat ze spiernaakt was behalve op de plaatsen die door haar haar werden bedekt en zei: 'Hop!' Ze dook in de vijver, zwom, waste zich onder haar borsten, tussen haar dijen en in haar navel, en klom snel weer uit de vijver. Naakt ging ze bij de steensjouwer op schoot zitten en zei, terwijl ze haar hand op haar vagina legde: 'Sidi, lieveling, wat is dit hier?' De sjouwer zei: 'Je baarmoeder.' - 'Schaam je.' Ze sloeg hem op zijn nek.' - 'Je vagina.' De andere zuster kneep hem en riep: 'Foei, wat een lelijk woord.' - 'Je kut', zei hij. De derde zuster gaf hem een stomp tegen zijn borst die hem deed omvallen en zei: 'Schaam je je niet?' - 'Je doos.' Het naakte meisje sloeg hem en zei: 'Nee.' Hij zei: 'Je flamoes, je spleet, je pruim,' maar ze zei steeds: 'Nee, nee, nee,' en telkens als hij iets gezegd had sloeg een van de meisjes hem en vroeg: 'Hoe heet dit?' De een sloeg hem, de ander stompte hem en de derde kneep hem, totdat hij uiteindelijk zei: 'ik geef het op. Hoe heet het dan?' Ze zei: 'De Basilicum bij de bruggen.'"
Vervolgens "ontdeed ze (de boodschapster) zich van al haar kleren, net als haar zus, en zei: 'Hop!' Ze dook in de vijver, spatte en waste zich onder haar buik, rond haar borsten en tussen haar benen. Ze kwam er snel weer uit, legde zich in de schoot van de sjouwer en zei: 'Heertje van mijn hart, wat is dit hier?' (De rest van de conversatie volgt hetzelfde patroon als bij de eerste zuster). De antwoorden die gegeven worden zijn: 'Je vagina, baarmoeder, hoorn, vulva, clitoris, flamoes, basilicum bij de bruggen.' Uiteindelijk moet het zijn 'Gepelde sesam.' Daarna volgt het derde meisje: "Het meisje ontkleedde zich geheel, wierp zich in de vijver en dook onder. De sjouwer keek naar het naakte meisje, dat eruitzag als een schilfer van de maan. Haar gezicht was als de volle maan, of als de ochtend wanneer de zon juist opkomt. Hij keek naar haar heupen en borsten, en naar de zware billen, die wiegden. Ze was zo naakt als God haar geschapen had." (De rest van de conversatie volgt hetzelfde patroon als bij de eerste zuster) Het uiteindelijke antwoord is: 'De herberg van Aboe Masroer.'
Dan volgt de sjouwer: "Hij kleedde zich helemaal uit, zodat te zien was wat er tussen zijn benen hing, en sprong midden in de vijver. Eenmaal in het water baadde hij zich, waste zich onder zijn baard en onder zijn oksels, en kwam er snel weer uit. Hij liet in zich in de schoot van het mooiste meisje vallen, legde zijn arm in die van de deurwachtster en wierp zijn benen in die van de vrouw die de boodschappen had gedaan. Toen zei hij, terwijl hij naar zijn geslachtsdeel wees: 'En, meisjes, wat is dit?' (...) De een zei: 'Je penis.' - 'Schaam je,' zei hij. 'Wat een lelijk woord.' De tweede zei: 'Je pik.' - 'God make jullie zo lelijk. Schaam je.' De derde zei: 'Je lul.' - 'Nee.' Ze zeiden: 'Je piemel, je kloten, je spies, je tamp', maar hij antwoordde steeds: 'nee, nee, nee.' Intussen kuste hij de een, sabbelde de ander, kneep de derde, en beet en hapte en deed wat zijn hart begeerde. De meisjes vielen om van het lachen en zeiden: 'Broer, hoe heet het dan?' De sjouwer zei: 'Weten jullie dat niet? Dit is de steigerende muilezel.' - 'Wat betekent dat?' vroegen ze. 'Dat betekent,' zei hij, 'degene die de basilicum bij de bruggen afgraast, in de gepelde sesam hapt en rondholt in de herberg van Aboe Masroer.' "

## Plaatsing binnen de verhalencyclus
Verhalen binnen dit verhaal:
- Het verhaal van de eerste derwisj
- Het verhaal van de tweede derwisj
- Het verhaal van de derde derwisj
- Het verhaal van de eerste dame
- Het verhaal van de tweede dame.

Vorig verhaal (op dit verhaalniveau): Het verhaal van de visser en de djinn.
Volgend verhaal (op dit verhaalniveau): Het verhaal van de drie appels.
Zie ook: De verhalenstructuur van Duizend-en-een-nacht.

## Referentie
De voor deze samenvatting gebruikte vertaling en citaten is die van Richard van Leeuwen op basis van de Mahdi-tekst, en houdt de volgorde van de Boelaak-tekst aan.